# Ermita de los Mártires (Campanario)
La Ermita de los Mártires se levantó a las afueras de la localidad de Campanario (Provincia de Badajoz, España), siendo más tarde absorbida por el tejido urbano que creció hacia la zona “del Arrabal”. 
El edificio presenta como característica más significativa su planta de cajón alargada, sin grandes alardes arquitectónicos y sobriedad constructiva. Ya aparece citada en 1569 con motivo de la Real Provisión de Felipe II con cuya emisión se pretendía recoger el inventario y rentas de todas las ermitas del Priorato de Magacela. En algunas partes del edificio muestra la huella de obras llevadas a cabo a finales del siglo XVIII y principios del XIX. 
Sabemos de la existencia en ésta de frescos renacentistas que se describen en varias visitas. Representando las imágenes de varios Santos, se conservaran seguramente en los muros bajo varias capas de cal. 
En el templo se albergan las imágenes de la Hermandad de Nuestro Padre Jesús Nazareno, que consta de las siguientes:
- Nuestro Padre Jesús Nazareno.
- Santísima Virgen de la Soledad.
- Nuestro Padre Jesús Orando en el Huerto.

Del resto de edificios, solo poseemos referencias documentales que nos los describen detalladamente, conservándose algunos restos de la Ermita de San Clemente en las cercanías del Guadalefra, y de otra ermita, la de San Juan, que se encontraba en el camino a Magacela y cerca de “Las ánimas”, aunque han sido recientemente destruidos quedando hoy en día solo un montón de piedras y el topónimo.
- Datos: Q5836582